# 崔勇 (1969年)
崔勇（1969年8月—），安徽长丰人，上海交通大学特聘教授，博士生导师。
1990年毕业于巢湖师范专科学校（现巢湖学院）化学专业，1993年和1999年分别于中国科学院福建物质结构研究所获硕士和博士学位。1999年至2005年，先后在中国科学技术大学、美国北卡罗来纳大学教堂山分校和芝加哥大学从事博士后研究工作。2005年任教于上海交通大学，现任上海交通大学化学化工学院教授、博士生导师。
主持国家杰出青年科学基金、国家自然科学基金重点和面上项目、国家重点基础研究计划（973计划）、上海基础研究重大项目等课题多项，研究成果曾获2017年度上海市自然科学一等奖。先后入选教育部新世纪优秀人才计划、上海市“曙光计划”、“长江学者奖励计划”特聘教授、“万人计划”科技创新领军人才等人才项目，同时入选英国皇家化学会会士，并兼任Inorg. Chem. Commun.国际编委。